# Kunyang Chhish
Der Kunyang Chhish, Khunyang Chhish, Khiangyang Kish oder Kunyang Kish ist der zweithöchste Berg im Hispar Muztagh, einem Gebirgszug des Karakorums in Pakistan.
Er gilt als 21.-höchster Berg der Welt und achthöchster Pakistans. Der Kunyang Chhish liegt im Zentrum des Hispar Muztagh, nördlich des Hispar-Gletschers, südöstlich des Kunyang-Gletschers und östlich des Hunzatals.

## Name

### Schreibweise
Das niederländische Ehepaar Jenny Visser-Hooft und P. Ch. Visser erforschte 1924 das Hispargebiet und benannte den Gletscher im Westen des Berges Kunyanggletscher. Dabei stützten sie sich auf Bezeichnungen der Bewohner. 1938 übernahm der Brite Michael Vivyan den Namen des Gletschers für den Berg. Eric Shipton veröffentlichte 1939 jedoch eine Karte, auf der der Gletscher als Khiang Glacier und der Berg als Khinyang Chhish eingetragen waren. Eine italienische Karte von 1960 verwendet die Namen Khnyang Chhish und Khnyang Glacier. Der Schweizer Geologe und Topograf Marcel Kurz verwendete die Bezeichnung Khyang und berief sich dabei auf Shipton. Anders Bolinder und G. O. Dyhrenfurth etablierten schließlich die Schreibweise Khiangyang Kish, die auch von den polnischen Erstbesteigern im Vorfeld ihrer Expedition verwendet wurde. Sie fanden 1971 heraus, dass die Bezeichnung Kunyang Chhish sowohl die offizielle pakistanische Formulierung als auch die einzige von den Einheimischen akzeptierte Variante sei.

### Bedeutung
Der Name Kunyang Chhish bedeutet möglicherweise „versteckter Gipfel“ (englisch: Hidden Peak – vor einer Verwechslung mit dem Gasherbrum I, dem Hidden Peak im Baltoro Muztagh, wird gewarnt). Der japanische Bergsteiger Kazuo Tobita schreibt im American Alpine Journal 2004, der Name bedeute in der Sprache der Einheimischen the corner peak, also „Eckgipfel“.

## Gipfel

### Kunyang Chhish Hauptgipfel
Der Hauptgipfel liegt auf 7852 m Höhe. Um den Hauptgipfel existieren im Massiv drei Nebengipfel, die aufgrund ihrer Lage als Kunyang Chhish Süd, West und Ost bezeichnet werden.

### Kunyang Chhish Süd
Der Südgipfel ist mit 7620 Metern der höchste Nebengipfel, allerdings weist er nur eine geringe Schartenhöhe auf.

### Kunyang Chhish Ost
Der 7400 Meter Hohe Kunyang Chhish Ost hat eine Schartenhöhe von 240 Metern, seine Südwand galt lange Zeit als eines der letzten Probleme im Höhenbergsteigen. Er wurde am 19. Juli 2013 durch Hansjörg Auer, Matthias Auer und Simon Anthamatten erstbestiegen.

### Kunyang Chhish West
Der Kunyang Chhish West (7350 m) wird auch als Pyramid Peak bezeichnet, seine Schartenhöhe beträgt 170 Meter.

## Kunyang Chhish Nord
Im Nordgrat des Kunyang Chhish ragt der 7108 Meter hohe Kunyang Chhish Nord auf. Er gilt dank einer Schartenhöhe von 517 Metern (500 Meter ist der Schwellenwert im Himalaya) als eigenständiger Berg.

## Besteigungsgeschichte
Zwei erfolglose Besteigungsversuche in den Jahren 1962 und 1965 endeten jeweils tödlich. Die erfolgreiche Erstbesteigung gelang 1971 dem polnischen Team von Andrzej Zawada von der Südseite. Die einzige weitere Besteigung gelang den Briten Mark Lowe und Keith Milne am 11. Juli 1988 von der Nordwestseite.